# Castello di San Polo
Das Castello di San Polo ist die Ruine einer mittelalterlichen Niederungsburg in San Polo, einem Ortsteil der Gemeinde Podenzano in der italienischen Emilia-Romagna. Die Burgruine liegt in der Poebene in der Nähe des Nurebaches.

## Geschichte
Das genaue Baujahr der Burg ist nicht bekannt, aber man weiß, dass sie im 14. Jahrhundert erbaut wurde. 1385 gehörte sie Guglielmo Landi und behielt bis ins 15. Jahrhundert. 1420 gab er sie an die Anguissolas ab. Zwei Jahre später kaufte sie Carlo Anguissola, der Kapitän in der Armee von Francesco I. Sforza war und 1467 vom Herzog von Mailand, Gian Galeazzo Sforza, zum Graf von San Polo ernannt wurde.
Am 18. Januar 1504 erhielt Pier Bernardino Anguissola die Investitur in die Lehen San Polo und Folignano vom König von Frankreich, Ludwig XII. Die Anguissolas behielten die Kontrolle über das Lehen von San Polo mindestens bis 1727, das Jahr, in dem Graf Ferdinando Anguissola Herr des Ortes war.
1746 sperrten die österreichischen Soldaten unter der Führung von General Berenklau in der Burg die spanischen Soldaten ein, die sich im Castello di Rivalta festgesetzt hatten und zur Aufgabe gezwungen worden waren.
Nach den Anguissolas fiel die Burg an die Markgrafen Cesena, die sie später an die Familie Ardizzoni-Calvi abgaben. Diese Familie starb 1884 mit dem Tod des Grafen Gherardo Ardizzoni-Calvi aus. Die Burg fiel somit über dessen Schwester Costanza Ardizzoni-Calvi an den Cavalier Lucca, dessen Erben die Burg bis zum Ende des 19. Jahrhunderts behielten.
Später gehörte die Burg den Herren Ghirardelli, den Jesuiten und schließlich der Familie Ferrari, wobei sie zunächst in ein Bauernhaus umgebaut und später aufgegeben wurde.

## Beschreibung
Heute ist die Burg eine einsturzgefährdete Ruine und nicht öffentlich zugänglich, nachdem sie vorher in ein Bauernhaus umgebaut worden war; sie ist fast vollständig von Vegetation überwuchert. Sie wurde aus Steinen und Mauerziegeln erbaut und ähnelt anderen Burgen der Poebene in der Provinz Piacenza, vor allen Dingen in den originalen Fragmenten ihrer Außenmauern, die im Stil denen des Castello di Podenzano entsprechen, das früher auch der Familie Anguissola gehörte.
Die Burg hat einen trapezförmigen Grundriss und besteht aus zwei separaten Baukörpern, die auf der Südseite freistehen, aber mit dem Rest der Gebäude durch zwei Mauern verbunden sind.
Die drei Türme sind asymmetrisch verteilt. Die beiden an der Nordost- und der Südostecke haben einen kreisrunden Grundriss, der erstere mit vermauerten Zinnen und nachträglich aufgestockt, der letztere niedriger und als Taubenschlag genutzt. Der Nordwestturm hat einen quadratischen Grundriss und wurde vielleicht im 16. Jahrhundert umgebaut.
Zwischen dem 16. und dem 17. Jahrhundert wurde die Burg, womöglich auf Geheiß der Familie Ardizzoni-Calvi, deren Wappen sich im Inneren des Gebäudes befindet, in einen Adelspalast umgebaut, wobei die Ostseite und der Innenhof verändert wurden, wo sich die Vorhalle und die darüber liegende Loggia befinden, beide mit drei spitzen Fornices und miteinander durch eine doppelläufige Treppe verbunden.